# 巴林石
巴林石，是种叶蜡石，是中国的主要印石材料之一。产于内蒙古巴林右旗赤峰山。清代乾隆年间才被发掘，继而和中国传统三大印石青田石、寿山石、昌化石并列为中国四大印石。
巴林石为中国地理标志产品，范围为巴林右旗现辖行政区域内矿区。